# Моя дочка (фільм, 1956)
«Моя дочка» — радянський фільм 1956 року режисера Віктора Жиліна.

## Сюжет
Мирський колись виїхав із міста, залишивши дружину Наталю з маленькою донькою Світланою. Наталя повторно вийшла заміж за Тимофія Кочана, який став дівчинці хорошим прийомним батьком. Минають роки, Мирський повертається в місто в надії налагодити стосунки з дочкою, влаштовується в балетну школу, де навчається Світлана, домагається її поваги та кохання, а на подальшому суді про визнання його права батьківства знаходить потрібні слова. Однак, незабаром рідний батько переконується в тому, що йому нема чого дати дочці, і дозволяє їй повернутися в сім'ю Кочана.

## В ролях
- Іван Дмитрієв — Тимофій Кочан
- Вікторія Радунська — Світлана
- Всеволод Аксьонов — Мирський
- Гертруда Двійникова — Наталія Кочан
- Олег Жаков — Рогов, друг і колега Кочана
- Анатолій Ігнатьєв — Павлик Замиченко
- Зінаїда Сорочинська — Даша
- Ада Войцик — Лідія Аркадіївна
- Петро Рєпнін — директор театру
- Юрій Кротенко — Костя
- Галина Покришкіна — Ксана
- Надя Чаюн — Мілка

## Знімальна група
- Режисер — Віктор Жилін
- Сценаристи — Микола Таубе
- Оператор — Петр Тодоровський
- Композитор — Дмитро Клебанов
- Художник — Леонід Чибісов